# ラビットムーンオフィス
有限会社ラビットムーンオフィスは、東京都新宿区に本社を置くテレビ番組の音響効果と音楽制作をする会社。2003年、第一音響所属であった松下俊彦が中心となって設立された。

## 所属スタッフ
- 松下俊彦（代表者）
- 波多野精二（サウンド・デザイン・キュービック→）
- 下戸正彦（第一音響→）
- 穂積尚子（SPOT→）

## 主な作品

### テレビ番組
太字は現在放映中（レギュラーの場合）または継続中（特番の場合）の番組。
- 芸能人が本気で考えた!ドッキリGP（フジテレビ）
- ザ・細かすぎて伝わらないモノマネ（フジテレビ）
- 関ジャム 完全燃SHOW（テレビ朝日）
- A-Studio（TBS）
- クイズプレゼンバラエティー Qさま!!（テレビ朝日）
- グータンヌーボ2音響効果　作曲　編曲（関西テレビ）
- あいつ今何してる?（テレビ朝日）
- きらきらアフロTM（テレビ東京）
- ミセススクールクエスト!（テレビ朝日）
- 大久保佳代子のずたぼろゴルフ!
- チマタの噺（テレビ東京）
- ブラマヨとゆかいな仲間たち アツアツっ!（テレビ朝日）
- 石橋貴明のたいむとんねる（フジテレビ）
- おーくぼんぼん（TBS）
- 田村淳の地上波ではダメ!絶対!（テレビ朝日）
- はじめて◯◯やってみた（テレビ朝日）
- 太鼓持ちの達人～正しい××のほめ方～（テレビ東京）
- 旭山動物園日記シリーズ（北海道テレビ）
- 映画塾（WOWOW）
- たけしが鶴瓶に今年中に話しておきたい5〜6個のこと（TBS）
- CSプロモ
- BSプロモ
- とんねるずのみなさんのおかげでした（フジテレビ）
- とんねるずのみなさんのおかげです（フジテレビ）
- 関ジャニの仕分け∞（テレビ朝日）
- グータンヌーボ（関西テレビ）音響効果　作曲　編曲
- キャサリン（関西テレビ）音響効果　作曲　編曲
- GO!オスカル!X21（テレビ朝日）
- 女子アナの罰（TBS）
- おーくぼんぼん（TBS）
- もしものシミュレーションバラエティー お試しかっ!（テレビ朝日）
- お願い!ランキングGOLD presents 眠れる才能テスト（テレビ朝日）
- 大久保じゃあナイト（TBS）
- だんくぼ（テレビ朝日）
- とんねるずの本汁でしょう！（フジテレビ）
- オールナイトフジ・リターンズ（フジテレビ）
- daiba:ba（フジテレビ）
- やしがにのウインク（フジテレビ）
- 木梨サイクル（フジテレビ）
- 木梨ガイド・週末の達人（フジテレビ）
- 第四学区（フジテレビ）
- 芸能プロフィール刑事（フジテレビ）
- 爆笑問題のススメ（札幌テレビ）
- 我が家のチャンネルＧ（テレ朝チャンネル）
- 説得力のある女（LaLa TV）
- 危ないダンディー（BS-TBS）
- 専門チャンネル　専テレgo!go! （日本テレビ）
- Future　tracks → R（テレビ朝日）
- FooDictionary（BS朝日）
- しょこ♥リータ（テレビ東京）
- 溜池Now（GyaO）
- 不思議少女 加藤うらら（テレビ東京）
- 紺野さんと遊ぼう（WOWOW）
- ほぼ1（TOKYO MX）音響効果 MA
- おねがいかなえてヴェルサイユ（テレビ神奈川）
- 天才てれびくんMAX天テレドラマ
- 業界LOVEストーリーだからテレビは面白い東海テレビSPドラマ
- FNS27時間テレビ みんなのうた（2002年・2003年）（フジテレビ）音楽制作を含む
- 木曜劇場 わたしの可愛い人
- 木曜劇場 並木家の人々
- 木曜劇場 時にはいっしょに
- 立体ドラマ5時間 1987年の大晦日 マニゴンバゴンタオン
- 金曜女のドラマスペシャル ミチルとチルチル
- 世にも奇妙な物語
- 金曜ドラマシアター カディスの赤い星
- 金曜エンターテイメント 初恋の殺人者
- ザ・テレビジョンスペシャル 悲しいほどお天気
- 金曜エンターテイメント のほほん奥様とお気楽弁護士
- 東京ストーリーズ 目を閉じておいでよ ボーイミーツガール ダイナマナイト When Lili met Gary 大災難の街 恋の熱帯低気圧

### 映画
- 非女子図鑑 オープニング音響効果 MA 占いたまえ
- 幽霊VS宇宙人3 略奪愛

### DVD
- 野猿2000GTRインタークーラー大発表会
- 野猿in横浜アリーナ
- 野猿完全撤収 四時間伝説
- とんねるずのコント
- NORITAKE GUIDE FREE LIVE 2004（DJ）松下俊彦
- NORITAKE GUIDE PEACE LIVE 2005（バンド『ひまわり』のパーカッション、Dj）松下俊彦
- 怨念 -東京魔界地図 選曲、作曲
- 怪奇!心霊写真 〜これが霊界からの写真だ 選曲、作曲
- 子供のためのバレエ入門
- アンガールズ単独ライブ
- 夜桜
- 夜もみじ
- 不思議少女 加藤うらら
- 紺野さんと遊ぼう
- おねがいかなえてヴェルサイユ
- 業界LOVEストーリーだからテレビは面白い

### イベント
- NORITAKE GUIDE FREE LIVE 2004（DJ）松下俊彦
- NORITAKE GUIDE PEACE LIVE 2005（バンド『ひまわり』のパーカッション、DJ）松下俊彦
- 氣志團万博2019 (DJ）(ギター)　(EWI ウインド・シンセサイザー)松下俊彦
- 木梨の音楽会。(DJ）　(EWI ウインド・シンセサイザー)松下俊彦
- 木梨の大音楽会。フェスってゆ-!!（DJ）　(EWI ウインド・シンセサイザー)松下俊彦
- 第二回 木梨フェス 大音楽会（DJ）三味線　和太鼓 (EWI ウインド・シンセサイザー)松下俊彦
- LIVE UFO KOMEKOME RIDE サウンドデザイン
- 木梨憲武 個展 SCORE サウンドデザイン
- 木梨憲武 個展 GO WITH THE FLOW サウンドデザイン

木梨憲武展×20years  上野の森美術館ほか　映像コラボレーション

### 参加プロジェクト
holo-sound artists & robots